# Paul Dupont
Paul Dupont, född den 24 maj 1796 i Périgueux, Dordogne, död den 11 december 1879 i Paris, var en fransk boktryckare och skriftställare.
Dupont var en av de första, som till förbättring av underhavandes ställning inrättade en självhjälpsförening och en pensionskassa. Han anställde även ett betydande antal kvinnor som sättare. Från 1852 var han medlem av nationalrepresentationen. 
År 1867 trycktes och häftades hos honom på en enda natt de två digra volymerna av expositionskatalogen, vilket arbete är ett av de mest lysande proven på den typografiska konstens dåtida ståndpunkt. 
Bland hans skrifter märks Essais d'imprimerie (1849), som utmärker sig genom sitt praktfulla tryck, Histoire de l'imprimene (1854; flera upplagor) och Dictionnaire des formules, ou mairie pratique (1836; 12:e upplagan 1860–66) med mera.